# روبرت مارتن
روبرت مارتن (6 يناير 1973 بأتلانتا في الولايات المتحدة - ) (بالإنجليزية: Robert Martin)‏ هو لاعب كرة سلة أمريكي في مركز الوسط.